# Shock (film 1946)
Shock è un film del 1946 diretto da Alfred L. Werker. È un film noir statunitense interpretato da Vincent Price, Lynn Bari, Anabel Shaw e Frank Latimore.

## Trama
Una giovane donna, Janet Stewart, assiste dalla finestra del suo albergo all'omicidio commesso da uno sconosciuto. Perduti i sensi ed entrata in coma, viene ricoverata nella clinica del dottor Cross, che è proprio l'assassino che la donna ha visto. Janet racconta in uno stato di semi-incoscienza i particolari dell'episodio, dai quali il dottore comprende che la donna è stata testimone del delitto da lui commesso. Con la complicità dell'infermiera Elaine, sua amante, il dottor Cross decide di sopprimere Janet, somministrandole dosi crescenti d'insulina, ma il piano criminoso non andrà in porto.

## Produzione
Il film, diretto da Alfred L. Werker su una sceneggiatura di Eugene Ling con il soggetto di Albert DeMond, fu prodotto da Aubrey Schenck per la Twentieth Century Fox Film Corporation e girato nei 20th Century Fox Studios a Century City in California con un budget stimato in 375.000 dollari.

## Distribuzione
Il film fu distribuito negli Stati Uniti dal 1º febbraio 1946 al cinema dalla Twentieth Century Fox.
Alcune delle uscite internazionali sono state:
- in Svezia il 20 maggio 1946 (Chock)
- in Portogallo il 22 aprile 1947
- in Germania l'8 maggio 2009 (in DVD)
- in Grecia (Eglima i parafrosyni)
- in Spagna (El susto)
- in Finlandia (Salattu rikos)

## Critica
Secondo Leonard Maltin "la premessa è intrigante ma il risultato finale è così così".